# قبة النصر
قبة النصر أو القبة هي منطقة تقع على تلة مرتفعة تشرف على مدينة طرابلس (لبنان). كانت تعتبر منطقة الاصطياف لسكان مدينة طرابلس الأغنياء. ولكنّها مؤخرا امتدت امتدادًا واسعًا جدًا وتُحسَب اليوم من أكبر المناطق السكنية في طرابلس إذ نزح إليها أهالي الضنية وعكار بعد هجرة سكانها الأصليين لها. الآن أصبح نسبة ساكنيها من منطقة عكار مرتفعة مما يعني هجرة الريف إلى المدن. نسبة المتعلمين فيها مرتفعة. تعد منطقة قبة النصر من المناطق الاستراتيجية إذ تضم كافة فروع الجامعة اللبنانية: الهندسة والعلوم والحقوق والآداب وإدارة الأعمال وتضم أيضا مركزا عسكريا مهما للجيش اللبناني وهو أهم مركز في الشمال يتضمن قيادة منطقة الشمال ولواء مقاتل.
زد على ذلك تشكل منطقة القبة همزة وصل بين مراكز التزلج والاصطياف المهمة في الشمال كالارز ومصايف الضنية وباقي مناطق طرابلس.
تضم القبة مجموعة من البيوت التراثية ذات الطابع المعماري المميزة، ولكنّها بأغلبها مهملة أو مهجورة.
المناطق المحيطة بالقبة هي: السويقة والتبانة ومنطقة مجدليا.